# Levente d'Ungheria
Levente (tra 1010 e 1015 – 1047) fu un membro della dinastia degli Arpadi e pronipote di Taksony, gran principe dei magiari.
Espulso dall'Ungheria nel 1031 o 1032, trascorse molti anni in Boemia, Polonia e nella Rus' di Kiev. Quando fece ritorno in patria, nel 1046, stava imperversando una rivolta pagana aizzata da chi desiderava allontanare le autorità ecclesiastiche cristiane e detronizzare il sovrano dell'epoca, ovvero Pietro Orseolo. Levente rimase un pagano devoto, ma non ostacolò il processo di salito al trono del fratello di fede cristiana e futuro re, Andrea I.

## Biografia

### Infanzia
Le cronache ungheresi riferiscono informazioni contraddittorie sulla sua discendenza. Secondo un resoconto che non gode di grossa fortuna, Levente e i suoi due fratelli, Andrea e Béla, erano «figli di Ladislao il Calvo» e di sua «moglie della Rutenia», ovvero della Rus' di Kiev. Più accreditata è invece quella versione la quale riferisce che i tre fratelli erano figli del fratello di Ladislao il Calvo, «Vazul[,] e di una ragazza del clan»di Tátony.
Gli storici moderni concordano sul fatto che quest'ultima narrazione risulti più affidabile e confermano pressoché unanimemente che Levente nacque da Vazul e dalla sua concubina del clan di Tátony. Tuttavia, gli storici discutono ancora se Levente fosse il figlio maggiore o minore dei tre. Gyula Kristó, il quale sostiene che Levente fosse il figlio maggiore di Vazul, riferisce che nacque tra il 1010 e il 1015.

### Esilio e ritorno
Levente, Andrea e Béla lasciarono l'Ungheria dopo che il padre fu accecato nel 1031 o 1032. Stabilitisi inizialmente in Boemia, la lasciarono dopo aver vissuto, secondo la Chronica Picta condizioni di vita «povere e meschine», e si trasferirono alla corte di re Miecislao II di Polonia nel 1034 circa. Mentre Béla decise di rimanere a Cracovia, Levente e Andrea si spostarono più a est, recandosi a Kiev. Andrea decise di battezzarsi a Kiev, mentre Levente rimase un pagano strenuamente legato al culto tradizionale.

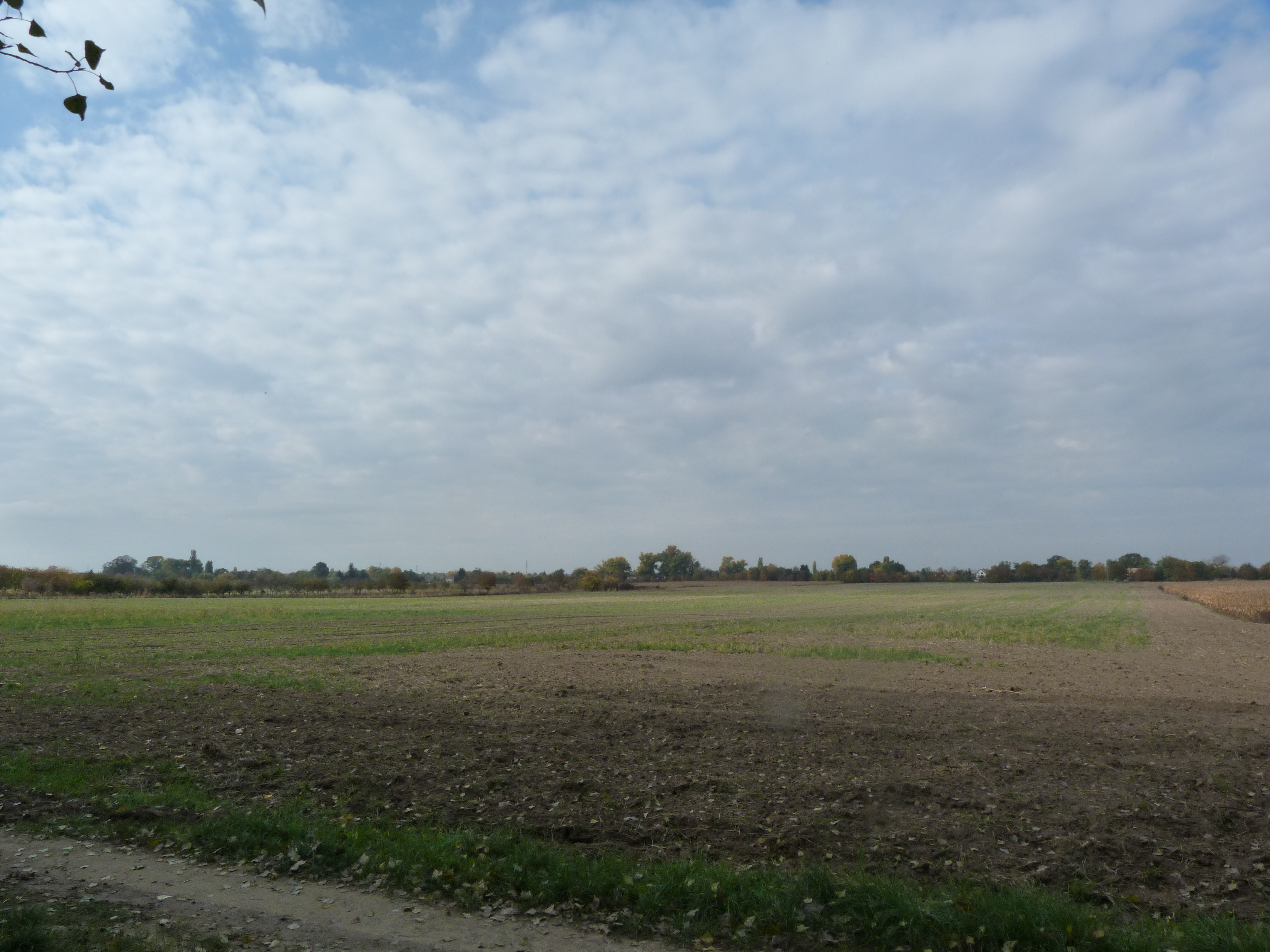
Campagne di Taksony, ipotetico luogo di sepoltura di Levente

Insoddisfatti delle politiche di re Pietro Orseolo, subentrato a Stefano I d'Ungheria, gli aristocratici magiari convinsero Levente e Andrea a fare ritorno in patria nel 1046. Nel frattempo, in Ungheria era scoppiata una grande rivolta pagana guidata da un certo Vata nel corso della quale i ribelli riuscirono a fare prigioniero re Pietro. I signori e i prelati ungheresi preferirono un monarca cristiano e offrirono la corona ad Andrea. La Chronica Picta afferma che Levente «avrebbe senza dubbio corrotto tutta l'Ungheria con il paganesimo e l'idolatria». Tuttavia, la stessa opera riferisce anche che Levente diede la corona, con «semplicità di spirito», ad Andrea, testimonianza che lascia intuire come Levente rinunciò volontariamente alla corona in favore del fratello. Levente morì nel 1047 e fu sepolto in un insediamento situato lungo il Danubio che prendeva il nome dal suo bisnonno, Taksony; fu lì che, stando alla Chronica Picta, «si diceva fosse stato tumulato in una tomba pagana».

## Ascendenza
|                    |   |   | Genitori |  |  | Nonni |  |  | Bisnonni           |  |  | Trisnonni         |  |
|                    |   |   |          |  |  |       |  |  | Taksony d'Ungheria |  |  | Zoltán d'Ungheria |  |
|                    |   |   |          |  |  |       |  |  | Taksony d'Ungheria |  |  | Zoltán d'Ungheria |  |
|                    |   | … |          |  |  |       |  |  | Taksony d'Ungheria |  |  |                   |  |
| Mihály             |   |   |          |  |  |       |  |  | Taksony d'Ungheria |  |  |                   |  |
|                    |   | … | …        |  |  |       |  |  |                    |  |  |                   |  |
|                    |   | … | …        |  |  |       |  |  |                    |  |  |                   |  |
|                    |   | … | …        |  |  |       |  |  |                    |  |  |                   |  |
| Vazul              |   | … |          |  |  |       |  |  |                    |  |  |                   |  |
|                    |   | … | …        |  |  |       |  |  |                    |  |  |                   |  |
|                    |   | … | …        |  |  |       |  |  |                    |  |  |                   |  |
|                    |   | … | …        |  |  |       |  |  |                    |  |  |                   |  |
| …                  |   | … |          |  |  |       |  |  |                    |  |  |                   |  |
|                    |   | … | …        |  |  |       |  |  |                    |  |  |                   |  |
|                    |   | … | …        |  |  |       |  |  |                    |  |  |                   |  |
|                    |   | … | …        |  |  |       |  |  |                    |  |  |                   |  |
| Levente d'Ungheria |   | … |          |  |  |       |  |  |                    |  |  |                   |  |
|                    | … | … |          |  |  |       |  |  |                    |  |  |                   |  |
|                    | … | … |          |  |  |       |  |  |                    |  |  |                   |  |
|                    | … | … |          |  |  |       |  |  |                    |  |  |                   |  |
| …                  | … |   |          |  |  |       |  |  |                    |  |  |                   |  |
|                    |   | … | …        |  |  |       |  |  |                    |  |  |                   |  |
|                    |   | … | …        |  |  |       |  |  |                    |  |  |                   |  |
|                    |   | … | …        |  |  |       |  |  |                    |  |  |                   |  |
| …                  |   | … |          |  |  |       |  |  |                    |  |  |                   |  |
|                    |   | … | …        |  |  |       |  |  |                    |  |  |                   |  |
|                    |   | … | …        |  |  |       |  |  |                    |  |  |                   |  |
|                    |   | … | …        |  |  |       |  |  |                    |  |  |                   |  |
| …                  |   | … |          |  |  |       |  |  |                    |  |  |                   |  |
|                    |   | … | …        |  |  |       |  |  |                    |  |  |                   |  |
|                    |   | … | …        |  |  |       |  |  |                    |  |  |                   |  |
|                    |   | … | …        |  |  |       |  |  |                    |  |  |                   |  |
|                    |   | … |          |  |  |       |  |  |                    |  |  |                   |  |

### Fonti primarie
- Simone di Kéza, Gesta Hunnorum et Hungarorum, traduzione di László Veszprémy e Frank Schaer, CEU Press, 1999, ISBN 963-9116-31-9.
- Dezső Dercsényi, Leslie S. Domonkos (a cura di), Chronica Picta, Corvina, Taplinger Publishing, 1970, ISBN 0-8008-4015-1.

### Fonti secondarie
- (EN) Pál Engel, The Realm of St Stephen: A History of Medieval Hungary, 895-1526, I.B. Tauris Publishers, 2001, ISBN 1-86064-061-3.
- (EN) László Kontler, Millennium in Central Europe: A History of Hungary, Atlantisz Publishing House, 1999, ISBN 963-9165-37-9.
- (HU) Gyula Kristó e Ferenc Makk, Az Árpád-ház uralkodói [Sovrani della casata degli Arpadi], I.P.C. Könyvek, 1996, ISBN 963-7930-97-3.
- (EN) Ján Steinhübel, The Duchy of Nitra, in Slovakia in History, Cambridge University Press, 2011,  pp. 15-29, ISBN 978-0-521-80253-6.
- (HU) Sándor László Tóth, Levente, in Korai magyar történeti lexikon (9-14. század) [Enciclopedia dell'Antica Storia Ungherese (IX-XIV secolo)], Akadémiai Kiadó, 1994,  p. 741, ISBN 963-05-6722-9.